# Haubengeschoss
Haubengeschoss oder Kappengeschoss ist ein aus der Zeit des frühen 20. Jahrhunderts bekanntes  Artilleriegeschoss mit der gebräuchlichen ogivalen (spitzbogenförmigen) Spitze, dem eine konische Kappe oder Haube aus Stahlblech in schlanker, scharfer Form aufgeschraubt wurde. Die Haube diente dazu, den Luftwiderstand zu vermindern und die  Durchschlagskraft im Einsatz gegen Panzerplatten zu erhöhen. 